# Лоначевський-Петруняко Михайло Іванович
Миха́йло Іва́нович Лоначе́вський-Петруня́ко (нар.? — пом.?) — педагог, дійсний статський радник.

## Життєпис

### Трудова діяльність
У джерелах стосовно державної служби починає згадуватися у 1857—1861 навчальних роках вже в чині колезький секретар як викладач предмету Математика у повітовому дворянському училищі міста Златополя.
Працює штатним наглядачем Шуйського повітового училища у 1861—1863 навчальних роках, а у 1863—1864 навчальному році вже у чині титулярний радник.
У Шуї став борцем за просвіту.
1865 року переїздить до Москви і бібліотека у Шуї втрачає свого основного покровителя.
Працює начальником учительської семінарії Московської військово-початкової школи (тепер Московський третій кадетський корпус) у 1867—1868 навчальному році у чині колезький асесор, а у 1868—1869 навчальному році вже у чині надвірний радник.
За його зусиллями при семінарії започатковано зразкову школу відвідування учнів для практичних вправ майбутніх учителів.
Був талановитим організатором навчального процесу, досвідченим педагогом, який добре знав передовий зарубіжний досвід діяльності учительських навчальних закладів. Також визначав характер класних занять.
Працює інспектором класів у Московській першій військовій гімназії, згодом (з 1882 року) Московському першому кадетському корпусі, у 1869—1871 навчальних роках, а вже у 1871—1875 навчальних роках у чині колезький радник, у 1875—1880 навчальних роках у чині статський радник, у 1880—1899 навчальних роках у чині дійсний статський радник.
1899 року вніс на рахунок Київського Імператорського університету Святого Володимира 2600 рублів і відповідно до постанови Міністерства народної освіти № 830 від 28 березня 1900 року для заснування на проценти від цієї суми за вирахуванням податків персональної щорічної стипендії названої на честь своєї дружини для оплати права слухати лекції одному з малозабезпечених православних студентів — однофамільців жертводавця, а при відсутності такого — одному з вихідців Волинської або Київської губерній переважно фізико-математичного або історико-філологічного факультетів.

## Сім'я
Дружина Юлія Олександрівна

## Зазначення
1. ↑  Памятная книжка Киевской губернии на 1858 год. С. 345. [Архівовано 2 лютого 2017 у Wayback Machine.](рос. дореф.)
2. ↑  Адрес-Календарь. Общая роспись всех чиновных особ в государстве на 1858—1859 год., Часть 1 и 2. Ч. 1 Р. II С. 202 [Архівовано 16 січня 2017 у Wayback Machine.](рос. дореф.)
3. ↑  Адрес-Календарь. Общая Роспись всех чиновных особ в государстве на 1859 год. Часть 1 и 2. Ч. 1 С. 428 [Архівовано 20 грудня 2016 у Wayback Machine.](рос. дореф.)
4. ↑  Адрес-Календарь. Общая Роспись начальствующих и прочих должностных лиц на 1860-61 год. Ч. 1 С. 384 [Архівовано 16 січня 2017 у Wayback Machine.](рос. дореф.)
5. ↑  Адрес-Календарь. Общая Роспись начальствующих и прочих должностных лиц на 1861-62 год. Ч. 1 С. 342 [Архівовано 2 квітня 2015 у Wayback Machine.](рос. дореф.)
6. ↑  Адрес-Календарь. Общая Роспись начальствующих и прочих должностных лиц по всем управлениям в Империи, на 1862—1863 год. Часть 1 и 2. Ч. 1 С. 348 [Архівовано 13 січня 2017 у Wayback Machine.](рос. дореф.)
7. ↑  Адрес-календарь. Общая роспись начальствующих и прочих должностных лиц по всем управлениям в империи, и по главным управлениям в Царстве Польском и в Великом княжестве Финляндском на 1863—1864 год: Ч. 1-2. Ч. 1 С. 358 [Архівовано 20 грудня 2016 у Wayback Machine.](рос. дореф.)
8. ↑  Соловйов О. О. История бибилиотечного дела Верхнего Поволжья в XIX — начале XX века (атореферат дисертації на здобуття звання доктора історичних наук). — Казань, 2016. — С. 26.(рос.)
9. ↑  Соловйов О. О. Распространение книг в русской провинции в 1861-1914 гг.: По материалам Владимирской и Костромской губерний (Дисертація на здобуття звання кандидата історичних наук). — Іваново, 2003. — С. 58-60.(рос.)
10. ↑  Адрес-Календарь. Общая роспись начальствующих и прочих должностных лиц по всем управлениям в Российской Империи на 1868 год. Часть 1 и 2. Ч. 1 С. 421 [Архівовано 20 грудня 2016 у Wayback Machine.](рос. дореф.)
11. ↑  Адрес-Календарь. Общая роспись нанальствующих и прочих должностных лиц по всем управлениям в Российской Империи на 1869 год. Часть 1 и 2. Ч. 1 С. 142 [Архівовано 20 грудня 2016 у Wayback Machine.](рос. дореф.)
12. ↑  Лалаєв М. С. Историческій очеркъ военно-учебныхъ заведеній, подвїдомственныхъ Главному ихъ Управленію. Отъ основанія въ Россіи военныхъ школъ до исхода перваго двадцатипятилїтія благополучнаго царствованія Государя Императора Александра Николаевича. 1700-1880. — СПб : Типографія М. Стасюлевича, 1880. — С. 202.(рос. дореф.)
13. ↑  Федорин С.В. Государственная система физического воспитания в русской армии и на флоте, вторая половина XIX века - 1914 г. (Дисертація на здобуття звання доктора історичних наук). — СПб, 2002. — С. 154.(рос.)
14. ↑  Соловйов Д. М. Казачество как мобилизационный ресурс Российского государства: XV — XX века (Дисертація на здобуття звання доктора історичних наук). — СПб, 2011. — С. 436.(рос.)
15. ↑  Адрес-Календарь. Общая Роспись начальствующих и прочих должностных лиц на 1870 год. Ч. 1 С. 144 [Архівовано 20 грудня 2016 у Wayback Machine.](рос. дореф.)
16. ↑  Адрес-Календарь. Общая Роспись начальствующих и прочих должностных лиц на 1871 год. Ч. 1 С. 146 [Архівовано 20 грудня 2016 у Wayback Machine.](рос. дореф.)
17. ↑  Адрес-Календарь. Общая Роспись начальствующих и прочих должностных лиц на 1872 год. Ч. 1 С. 140 [Архівовано 20 грудня 2016 у Wayback Machine.](рос. дореф.)
18. ↑  Адрес-Календарь. Общая Роспись начальствующих и прочих должностных лиц в Российской Империи на 1873 год. Часть 1 и 2. Ч. 1 С. 142 [Архівовано 20 грудня 2016 у Wayback Machine.](рос. дореф.)
19. ↑  Адрес-Календарь. Общая Роспись начальствующих и прочих должностных лиц в Российской Империи на 1874 год. Часть 1 и 2. Ч. 1 С. 141 [Архівовано 4 лютого 2017 у Wayback Machine.](рос. дореф.)
20. ↑  Адрес-Календарь. Общая Роспись начальствующих и прочих должностных лиц в Российской Империи на 1875 год. Часть 1 и 2. Ч. 1 С. 143 [Архівовано 4 лютого 2017 у Wayback Machine.](рос. дореф.)
21. ↑  Адрес-Календарь. Общая Роспись начальствующих и прочих должностных лиц в Российской Империи на 1876 год. Часть 1 и 2. Ч. 1 С. 145 [Архівовано 2 квітня 2015 у Wayback Machine.](рос. дореф.)
22. ↑  Адрес-Календарь. Общая Роспись начальствующих и прочих должностных лиц в Российской Империи на 1876 год. Часть 1 и 2. Ч. 1 С. 147 [Архівовано 2 квітня 2015 у Wayback Machine.](рос. дореф.)
23. ↑  Адрес-Календарь. Общая Роспись начальствующих и прочих должностных лиц в Российской Империи на 1878 год. Часть 1 и 2. Ч. 1 С. 147 [Архівовано 2 квітня 2015 у Wayback Machine.](рос. дореф.)
24. ↑  Адрес-Календарь. Общая Роспись начальствующих и прочих должностных лиц в Российской Империи на 1879 год. Часть 1 и 2. Ч. 1 С. 155 [Архівовано 10 травня 2017 у Wayback Machine.](рос. дореф.)
25. ↑  Адрес-Календарь. Общая Роспись начальствующих и прочих должностных лиц в Российской Империи на 1880 год. Часть 1 и 2. Ч. 1 С. 158 [Архівовано 10 травня 2017 у Wayback Machine.](рос. дореф.)
26. ↑  Адрес-Календарь. Общая Роспись начальствующих и прочих должностных лиц в Российской Империи на 1881 год. Часть 1 и 2. Ч. 1 С. 154 [Архівовано 22 жовтня 2016 у Wayback Machine.](рос. дореф.)
27. ↑  Адрес-Календарь. Общая Роспись начальствующих и прочих должностных лиц в Российской Империи на 1882 год. Часть 1 и 2. Ч. 1 С. 148 [Архівовано 22 жовтня 2016 у Wayback Machine.](рос. дореф.)
28. ↑  Адрес-Календарь. Общая Роспись начальствующих и прочих должностных лиц в Российской Империи на 1883 год. Часть 1 и 2. Ч. 1 С. 149 [Архівовано 22 жовтня 2016 у Wayback Machine.](рос. дореф.)
29. ↑  Адрес-Календарь. Общая Роспись начальствующих и прочих должностных лиц в Российской Империи на 1885 год. Часть 1 и 2. Ч. 1 С. 144 [Архівовано 22 жовтня 2016 у Wayback Machine.](рос. дореф.)
30. ↑  Адрес-Календарь. Общая Роспись начальствующих и прочих должностных лиц в Российской Империи на 1886 год. Часть 1 и 2. Ч. 1 С. 140 [Архівовано 22 жовтня 2016 у Wayback Machine.](рос. дореф.)
31. ↑  Адрес-Календарь. Общая Роспись начальствующих и прочих должностных лиц в Российской Империи на 1887 год. Часть 1 и 2. Ч. 1 С. 138 [Архівовано 22 жовтня 2016 у Wayback Machine.](рос. дореф.)
32. ↑  1888. Адрес-Календарь. Общая роспись начальствующих и прочих должностных лиц по всем управлениям в Российской Империи, часть 1 и 2. Ч. 1 С. 137 [Архівовано 22 жовтня 2016 у Wayback Machine.](рос. дореф.)
33. ↑  1889. Адрес-календарь. Общая роспись начальствующих и прочих должностных лиц по всем управлениям в Российской Империи, часть 1 и 2. Ч. 1 С. 129 [Архівовано 22 жовтня 2016 у Wayback Machine.](рос. дореф.)
34. ↑  Адрес-календарь Российской Империи. (часть 1 и 2). Ч. 1 С. 127 [Архівовано 10 квітня 2011 у Wayback Machine.](рос. дореф.)
35. ↑  Адрес-календарь. Общая роспись начальствующих и прочих должностных лиц по всем управлениям в Российской Империи, часть 1 и 2. Ч. 1 С. 124 [Архівовано 22 жовтня 2016 у Wayback Machine.](рос. дореф.)
36. ↑  Адрес-календарь. Общая роспись начальствующих и прочих должностных лиц по всем управлениям в Российской Империи на 1892 год, часть 1 и 2. Ч. 1 С. 119 [Архівовано 22 жовтня 2016 у Wayback Machine.](рос. дореф.)
37. ↑  Адрес-календарь. Общая роспись начальствующих и прочих должностных лиц по всем управлениям в Российской Империи на 1893 год, часть 1 и 2. Ч. 1 С. 124 [Архівовано 22 жовтня 2016 у Wayback Machine.](рос. дореф.)
38. ↑  Адрес-Календарь. Общая Роспись начальствующих и прочих должностных лиц по всем управлениям в Российской Империи на 1894 год. Часть 1 и 2. Ч. 1 С. 126 [Архівовано 22 жовтня 2016 у Wayback Machine.](рос. дореф.)
39. ↑  Адрес-Календарь. Общая Роспись начальствующих и прочих должностных лиц по всем управлениям в Российской Империи на 1895 год. Часть 1 и 2. Ч. 1 С. 128 [Архівовано 2 лютого 2017 у Wayback Machine.](рос. дореф.)
40. ↑  Адрес-Календарь. Общая Роспись начальствующих и прочих должностных лиц по всем управлениям в Российской Империи на 1896 год. Часть 1 и 2. Ч. 1 С. 135 [Архівовано 20 грудня 2016 у Wayback Machine.](рос. дореф.)
41. ↑  Адрес-Календарь. Общая Роспись начальствующих и прочих должностных лиц по всем управлениям в Российской Империи на 1897 год. Часть 1 и 2. Ч. 1 С. 630 [Архівовано 20 грудня 2016 у Wayback Machine.](рос. дореф.)
42. ↑  Адрес-Календарь. Общая Роспись начальствующих и прочих должностных лиц по всем управлениям в Российской Империи на 1898 год. Часть 1 и 2. Ч. 1 С. 651 [Архівовано 26 лютого 2015 у Wayback Machine.](рос. дореф.)
43. ↑  Адрес-Календарь. Общая Роспись начальствующих и прочих должностных лиц во всем управлении Российской Империи. Часть 1 и 2. Ч. 1 С. 660 [Архівовано 7 травня 2017 у Wayback Machine.](рос. дореф.)
44. ↑  Станом на 2009 рік відповідало приблизно 9200$
45. 1 2  Сборник распоряжений по Министерству народного просвещения. 1898-1900. — СПб : Паровая Скоропечатня "ВОСТОКЪ", М. М. Гутзацъ, 1904. — Т. 14. — С. 1069.(рос. дореф.)